# Tre skilling banco geel

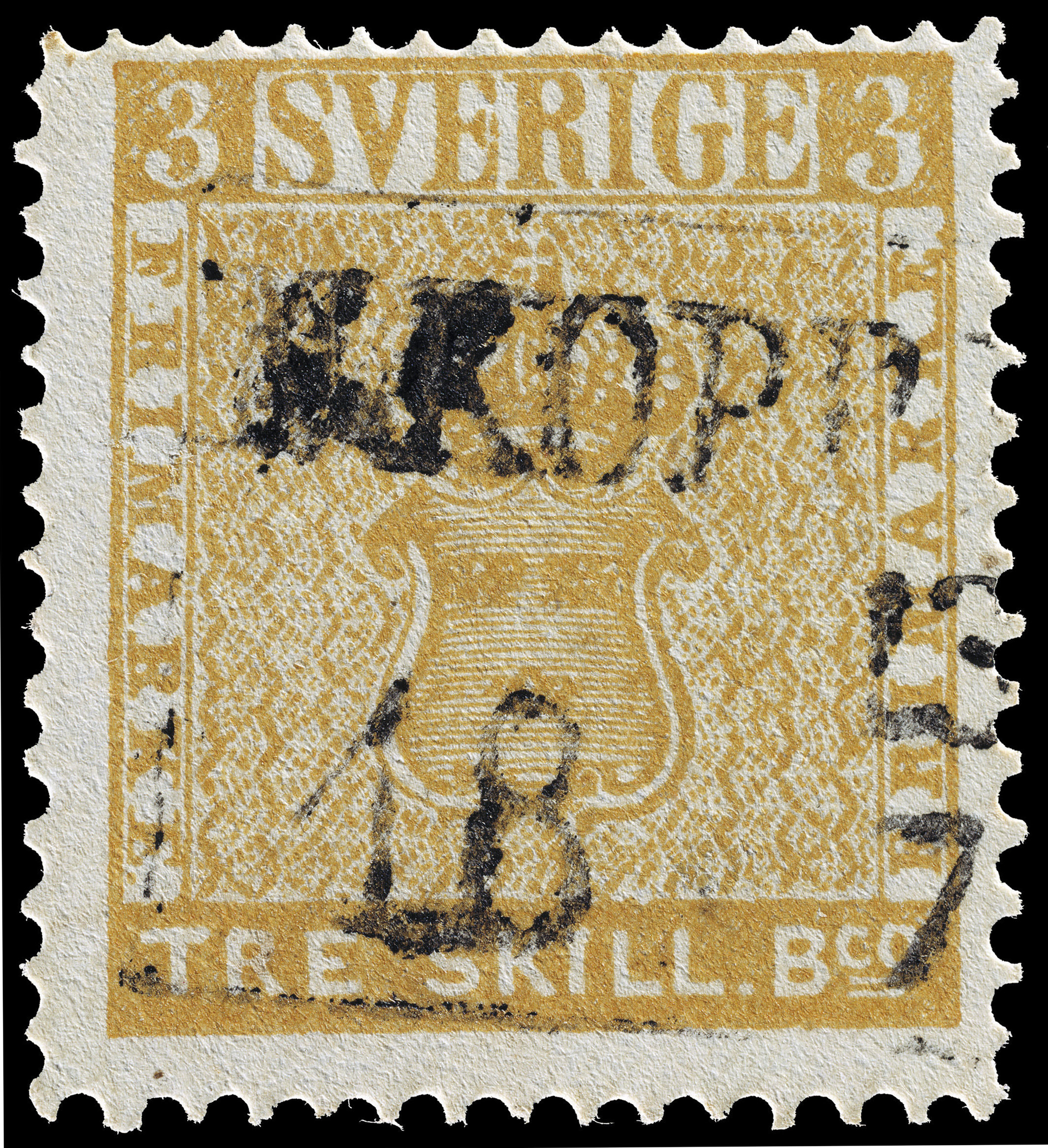
De Tre skilling

De Tre skilling banco geel is een kleurfout in de eerste emissie van Zweden. Van deze postzegel is slechts één exemplaar bekend.
De eerste emissie van Zweden was in gebruik in de periode 1855-1858, tot de munteenheid werd veranderd in öre. De zegel van 3 skilling banco, normaliter blauw-groen, is echter gedrukt in geel-oranje, de kleur van de 8 skilling banco. De fout werd over het hoofd gezien en het is niet bekend hoe deze kleurfout is ontstaan en hoeveel zegels er in de verkeerde kleur zijn gedrukt. Het meest waarschijnlijk is, dat in de drukplaat van 8 skilling zegels een cliché na beschadiging is vervangen en dat hierbij per ongeluk een cliché van de 3 skilling zegel is gebruikt.
De postzegel werd in 1886 door een jonge verzamelaar gevonden tussen de enveloppen van zijn grootmoeder en aan een handelaar verkocht. In 1894 kwam de zegel terecht in de verzameling van Philipp von Ferrary, gekocht voor 4000 (Oostenrijks-Hongaarse) gulden.
In 1970 noemde het Zweedse postmuseum de zegel een vervalsing, maar moest daar toch op terugkomen.
Audrey Hepburn-postzegel · Baden 9 kreuzer kleurfout blauwgroen · Bazeler duif · Benjamin Franklin 1c Z-grill · British Guiana 1c magenta · Curtiss Jenny kopstaand · Gele dom · HMS Glasgow foutdruk · Omgekeerde Dendermonde · Penny Black · Post Office Mauritius · Rode Mercurius · Sachsendreier · Schwarzer Einser · Tre skilling banco geel